# Catatemnus comorensis
Espèce
Synonymes
- Chelifer comorensis Ellingsen, 1910

Catatemnus comorensis est une espèce de pseudoscorpions de la famille des Atemnidae.

## Distribution
Cette espèce se rencontre à Mayotte, au Kenya et en Somalie.

## Description
La femelle holotype mesure 2,8 mm.

## Étymologie
Son nom d'espèce, composé de comor[es] et du suffixe latin -ensis, « qui vit dans, qui habite », lui a été donné en référence au lieu de sa découverte, l'archipel des Comores.

## Publication originale
- Ellingsen, 1910 : Die Pseudoskorpione des Berliner Museums. Mitteilung aus dem Zoologischen Museum in Berlin, vol. 4, p. 357-423 (texte intégral).